# Aparício Saraiva

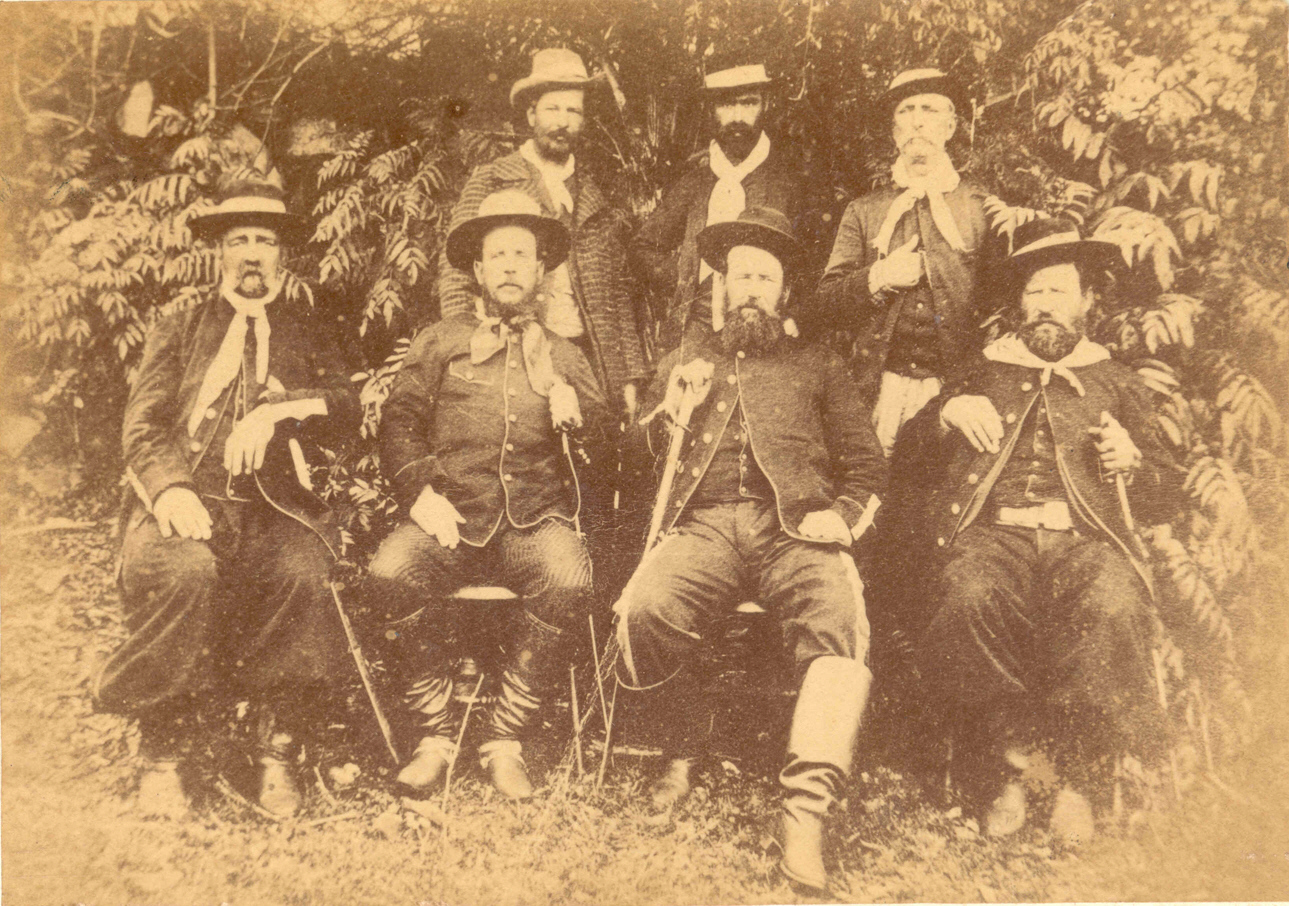
Aparício ao lado de seu irmão Gumercindo (ambos ao centro), na Revolução Federalista em 1894

Aparício Saraiva (Santa Clara de Olimar, à época pertencente ao departamento de Cerro Largo e agora ao departamento de Treinta y Tres, Uruguai, 16 de agosto de 1856 — Santana do Livramento, Brasil, 10 de setembro de 1904) foi um político, militar e caudilho do Partido Blanco do Uruguai.

## Vida
Nasceu na estância de seu pai, o brasileiro Francisco Saraiva (seu sobrenome se castelhanizou como Saravia) localizada na Cuchilla Grande, a 5 quilômetros ao norte de Santa Clara de Olimar, localização à época situada no departamento de Cerro Largo.
Seu pai havia lutado na Guerra dos Farrapos, emigrou para o Uruguai em busca de melhores dias, estabelecendo-se em Cerro Largo, e lá enriqueceu, tornando-se uma das maiores fortunas daquele país na época. Foi o quarto filho de treze havidos pelo matrimônio brasileiro conformado por Francisco Saraiva e Propícia (cujo nome foi castelhanizado para Pulpicia) da Rosa. Com exceção do filho mais velho, Gumercindo, e ainda outro filho, Basilício que foram batizados no Brasil, Aparício e os demais tinham nacionalidade uruguaia. 

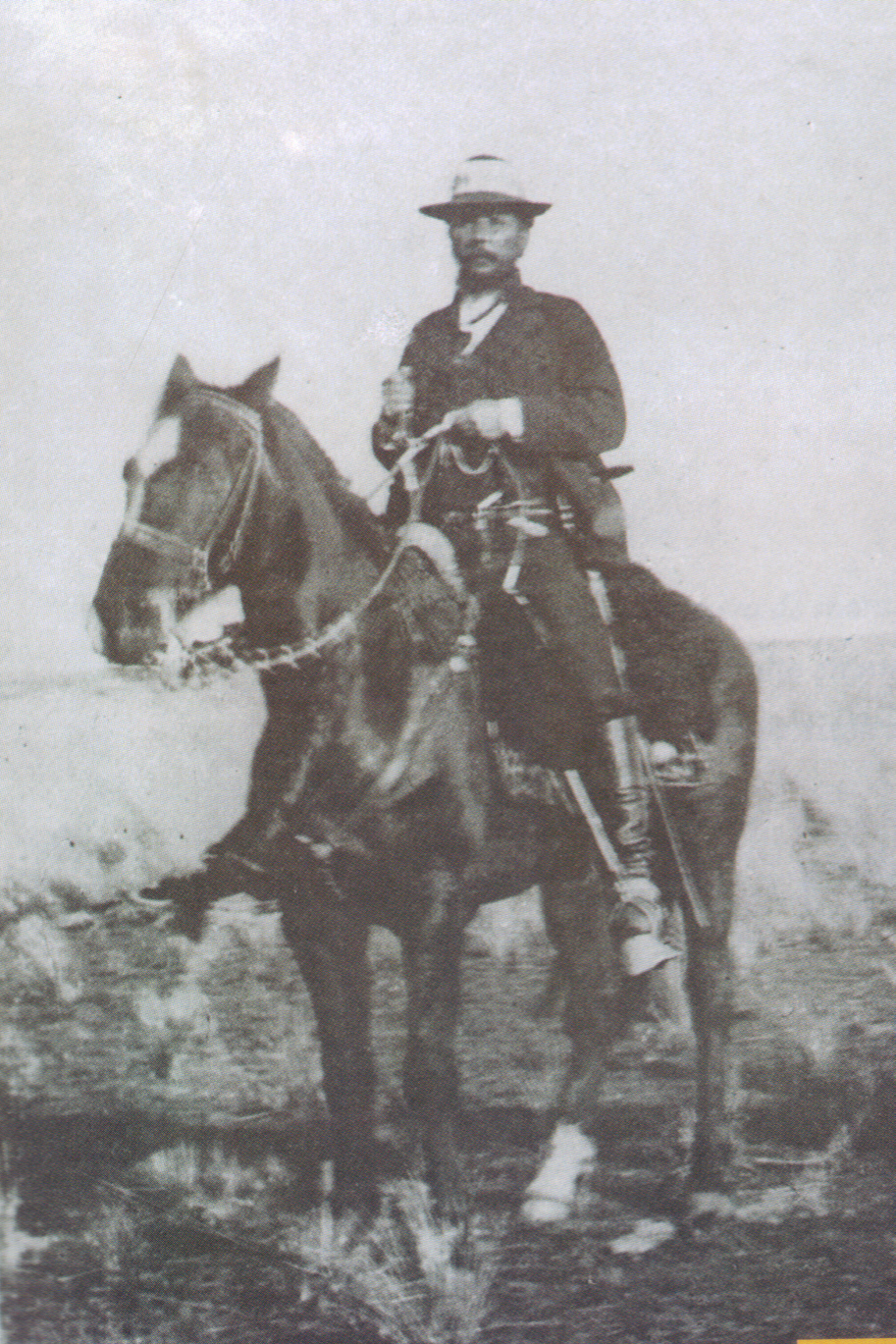
Aparicio Saraiva

Nos primeiros dias de janeiro de 1893 despediu-se do pai, esposa e filhos e foi encontrar-se com seu irmão batizado no Brasil, Gumercindo Saraiva. que estava acampado nos cerros de Aceguá, território uruguaio, juntamente com uma tropa de quatrocentos homens, na maioria brasileiros. Em 2 de fevereiro de 1893 entrou uma primeira coluna de guerreiros chefiada pelo irmão Gumercindo, em território brasileiro, sendo posteriormente seguida pela comandada por Aparício. Este fato marcou o início da Revolução Federalista que abarcou todo o sul brasileiro e que notabilizaria os irmãos Gumercindo e Aparicio. Após a morte de Gumercindo em 1894, Aparicio foi designado General das tropas federalistas. Tendo a guerra terminando em 1895, Aparicio retornou ao Uruguai, com grande prestígio, dado que os jornais de Montevidéu cobriam amplamente os embates.
No Uruguai atuou como militar e politicamente pelo Partido Blanco nas disputas internas, transformando-se em líder máximo de seu partido e eminência parda no governo blanco uruguaio. Em combate apresentava-se com um pala branco, o que lhe deu a alcunha de Aguila Blanca (Águia Branca).
Comandou na Revolução Blanca (também dita Revolución de las Lanzas) de 1897, no Uruguai, que terminou, pela asinatura da Paz de Abril, com a existência de dois governos: Cuestas, colorado, em Montevideo e um blanco, Aparicio Saraiva em El Cordobes.
Comandou a Guerra de 1904, no Uruguai, movida pelo líder blanco contra o governo de Montevidéu. A batalha de Masoller, travada na localidade do mesmo nome, terminou com a debandada das tropas saraivistas após o grave ferimento de Aparício; foi a última batallha da chamada Guerra de 1904, e encerrou-se com a assinatura da Paz de Aceguá em 24 de setembro. O exército governista dispunha de equipamentos de guerra mais modernos, e Aparício, ao expor-se cavalgando em frente a suas fileiras, foi alvejado por uma arma Mauser. Ferido, foi transportado para a estância, situada a 5 km da fronteira com o Uruguai, de Dona Luiza Pereira, mãe de João Francisco Pereira de Souza que fora seu inimigo na Revolução Federalista. Neste local, hoje na área rural de Santana do Livramento, faleceu em 10 de setembro de 1904 por complicações de perfuração abdominal. Foi sepultado no Panteón da Família Pereira de Souza, na cidade de Santana do Livramento. Em 1921, dezessete anos depois de sua morte, seus restos foram reclamados pelo povo uruguaio e levado para Rincón de Artigas hoje área do município de Santana do Livramento, e em 12 de janeiro do mesmo ano, ao Cemitério de Buceo, Montevidéu.
Aparício marcou o final da era de políticos legendários de estampa gauchesca no Uruguai. Estava encerrando-se um ciclo revolucionário, que da perspectiva cronológica iniciou-se com a Revolução Federalista de 1893 no sul do Brasil, passou pelo conflito Blanco em 1897, no Uruguai e culminou na Guerra de 1904.
| “ | Prefiro deixar meus filhos pobres com uma pátria, do que ricos sem ela. | ” |

## Representações na cultura
- Projeto Aparício Saraiva - General de duas Pátrias. Portal do Governo do Estado do RS, Publicação: 31.05.04.
- Catálogo "Aparício Saraiva - General de Duas Pátrias" . Ministério Publico do RS. 17/09/2004